# ۴-هیدروکسی‌فنیل‌پیرووات دی‌اکسیژناز
۴-هیدروکسی‌فنیل‌پیرووات دی‌اکسیژناز (انگلیسی: 4-Hydroxyphenylpyruvate dioxygenase) با نام اختصاری «HPPD» که با عنوانِ «آلفا-کتوایزوکاپروات دی‌اکسیژناز» (KIC dioxygenase) یک آنزیم اکسیژناز دارای آهن و غیرهِـم است که واکنش شیمیایی دوم در کاتابولیسم «تیروزین» یعنی تبدیل ۴-هیدروکسی‌فنیل‌پیرووات به هوموجنتیسات را تسریع می‌کند.
این آنزیم همچنین تبدیلِ فنیل‌پیرووات به ۲-هیدروکسی‌فنیل‌استات و تبدیلِ آلفا-کتوایزوکاپروات به بتا-هیدروکسی بتا-متیل‌بوتیریک اسید را کاتالیز می‌کند.
۴-هیدروکسی‌فنیل‌پیرووات دی‌اکسیژناز تقریباً در تمامی جانداران هوازی یافت می‌شود.
این آنزیم با بیماری‌های ادرار سیاه (آلکاپتونوری) که سطحِ هموجنتیسیک اسید در آن پائین است و همچنین تیروزینمی نوع سه در ارتباط است.

این واکنش تبدیل ۴-هیدروکسی‌فنیل‌پیرووات به هوموجنتیسات را توسط «HPPD» نشان می‌دهد.